# Outcast: Second Contact
Outcast: Second Contact ist ein Action-Adventure, das von Appeal für Xbox One, PlayStation 4 und Windows veröffentlicht wurde. Es handelt sich um ein Remake von Outcast von 1999.

## Spielprinzip
Wie im Originalspiel steuert der Spieler den Protagonisten Cutter Slade. Das Spiel besitzt eine offene Spielwelt. Überarbeitet wurden Waffen, Kampf, Steuerung, Grafik, Künstliche Intelligenz, sowie die Benutzeroberfläche. Die Gebiete wurden erweitert und enthalten neue Aufgaben. Zudem verknüpft das Spiel actionorientierte Kämpfe in Echtzeit mit Geschicklichkeitseinlagen wie Hüpfpassagen, kleineren Rätselaufgaben oder Physik-Rätseln. Daneben muss die Spielfigur Cutter Slade viel mit den Bewohnern der Spielwelt kommunizieren, um an Information und Aufträge zu gelangen, die für die Lösung des Spiels erforderlich sind. Ziel des Spiels ist die Bergung der fünf Chipkarten, die in den fünf Regionen Shamazaar, Talanzaar, Okasankaar, Motazaar und Okaar verborgen sind. Nach einer Spieleinführung und einem etwas längeren Spieleinstieg in der Welt Shamazaar öffnet sich die restliche Spielwelt für den Spieler. Der Wechsel zwischen den Regionen ist ab diesem Zeitpunkt jederzeit über die sogenannten Daoka-Reiseportale möglich. Der Spieler kann die Regionen mit wenigen handlungsrelevanten Ausnahmen frei erkunden und Aufträge annehmen. Er kann jederzeit die Reihenfolge bestimmen, in der er die ansonsten linear aufgebauten Aufträge löst, es gibt keine Zeitbegrenzung für die Erfüllung.
Die Ausrüstung der Expedition wurde aufgrund des langen Zeitraums über sämtliche Bereiche der Spielwelt verteilt. Das Zusammensuchen entsprechender Munitionspakete, Dynamitstangen und technischer Hilfsmittel ist daher während des Spiels eine ständige Begleittätigkeit. Sobald sich entsprechende Gegenstände in der unmittelbaren Nähe des Spielers befinden, erhält er einen Sprachhinweis. Alternativ kann sich der Spieler Ausrüstungsgegenstände bei Vorlage entsprechender Ressourcen aus der Umwelt Adelphas von Handwerkern anfertigen lassen. Einige talanische Händler bieten Slade außerdem Waffen und Waffenupgrades zum Kauf an.

## Entwicklung und Veröffentlichung
Am 7. April 2014 startete das Team ein Crowdfunding-Projekt über Kickstarter. Es sollte ein Remake für Outcast entwickelt werden mit dem Ziel von 600.000 US-Dollar. Die Kampagne hat ihr Finanzierungsziel nicht erreicht, da nur 45 % des erforderlichen Betrags erreicht wurde. Outcast: Second Contact wurde von Appeal entwickelt und von Bigben Interactive veröffentlicht. Das Spiel kam am 14. November 2017 für Microsoft Windows, PlayStation 4 und Xbox One raus.

## Rezeption
Outcast: Second Contact erhielt durchschnittliche bis gute Kritiken. Laut Metacritic bekam die Xbox-One-Version 67/100 Punkten, die PS4-Version bekam 61/100 Punkten und die PC-Version bekam 68/100 Punkten. Das Spiel wurde mit „Marion“ bei den 16. jährlichen Game Audio Network Guild Awards für „Best Original Choral Composition“ nominiert. Im November 2017 prüfte das Spielemagazin 4Players das Remake Outcast: Second Contact und vergab die Wertung „Ausreichend“ mit 50 von 100 Punkten für die Plattformen PlayStation 4, Xbox One und PC. Die GameStar bewertete das Remake in ihrem Test mit 67 Punkten. Gelobt wurde die Grafik mit abwechslungsreichen Regionen, kritisiert die Shooter-Passagen, sowie lange Laufwege und ein geringer Wiederspielwert.

„Outcast: Second Contact ist auch als Remake nicht mehr zeitgemäß, bietet aber ein sehr puristisches Open-World-Erlebnis.“

PC Games schreibt von einer „schicken Fassade“, die nicht ganz über den „veralteten Kern“ hinwegtröste. Das Remake sei eher für Kenner des Originals, als für Neulinge geeignet.